# Кунани (река)
Кунани (порт. Rio Cunani) — река в Бразилии, в штате Амапа, муниципалитет Кальсоене. Протекает с востока на запад, впадает в Атлантический океан, имеет небольшой эстуарий в устье реки Амазонка. Длина Кунани — около 120 км.
Исследовал и нанёс на карту француз Жорж Бруссо. В устье расположена рыбацкая деревня Кунани с населением около 500 человек, которая в 1886—1891 годы была столицей недолговечного государства, получившего название Независимая республика Гвиана.